# Spółgłoska nosowa tylnojęzykowo-miękkopodniebienna bezdźwięczna
Spółgłoska nosowa tylnojęzykowo-miękkopodniebienna bezdźwięczna – rodzaj dźwięku spółgłoskowego występujący w językach naturalnych. W międzynarodowej transkrypcji fonetycznej IPA oznaczanej symbolem: ŋ̊. Symbol ten pochodzi od znaku ⟨ŋ⟩ (Spółgłoska nosowa tylnojęzykowo-miękkopodniebienna) i znaku diakrytycznego oznaczającego bezdźwięczność. Odpowiednik w X-SAMPA to N_0.

## Artykulacja

### Opis
W czasie artykulacji podstawowego wariantu [ŋ]:
- mimo iż dochodzi do zablokowania przepływu powietrza przez tor ustny jamę ustną, podniebienie miękkie jest skierowane w dół i powietrze uchodzi (oprócz ust) przez nos – jest to spółgłoska nosowa;
- prąd powietrza w jamie ustnej przepływa ponad całym językiem lub też powietrze uchodzi tylko wzdłuż środkowej linii języka – jest to spółgłoska środkowa
- modulowany jest prąd powietrza wydychanego z płuc, czyli jest to spółgłoska płucna egresywna;
- tylna część języka dotyka podniebienia miękkiego – jest to spółgłoska miękkopodniebienna.
- wiązadła głosowe nie drgają, spółgłoska ta jest więc bezdźwięczna.

## Przykłady
Przykłady w wybranych językach:
| Język                | Język                | Słowo           | IPA                  | Znaczenie             | Uwagi                                                    |
| -------------------- | -------------------- | --------------- | -------------------- | --------------------- | -------------------------------------------------------- |
| Język birmański      | Język birmański      | ငှါ               | [ŋ̊á]                 | 'pożyczyć'            |                                                          |
| Język yupik środkowy | Język yupik środkowy | calisteńguciquq | [tʃaˈlistəˈŋ̊utʃɪquq] | 'będzie pracownikiem' |                                                          |
| Język farerski       | Język farerski       | onkur           | [ˈɔŋ̊kʰʊɹ]            | 'ktokolwiek'          | Alofon głoski /n/ przed głoskami welarnymi z przydechem. |
| Język walijski       | Język walijski       | fy nghot        | [və ŋ̊ɔt]             | 'moja kurtka'         | Nosowa mutacja /k/.                                      |